# Streu (Kahl)
Die Streu oder der Streubach ist ein rechter Zufluss der Kahl im Landkreis Aschaffenburg im bayerischen Spessart.

## Geographie

### Verlauf
Die Streu entspringt nordwestlich von Michelbach, wo sie als Wasserzuleitung einiger Fischweiher dient. Sie fließt in südliche Richtung, nimmt den Happelsandbach auf und speiste früher die Streumühle. Nachdem sie die Staatsstraße 2305 und den Kahltal-Spessart-Radweg unterquert hat, fließt die Streu verrohrt unter dem Sportplatz durch und mündet in die Kahl.

### Zuflüsse
- Happelsandbach (rechts, zeitweilig trocken)

### Flusssystem Kahl
- Liste der Fließgewässer im Flusssystem Kahl

## Geschichte

### Mühlen
- Streumühle

Siehe hierzu auch die Liste von Mühlen im Kahlgrund.

## Einzelnachweise

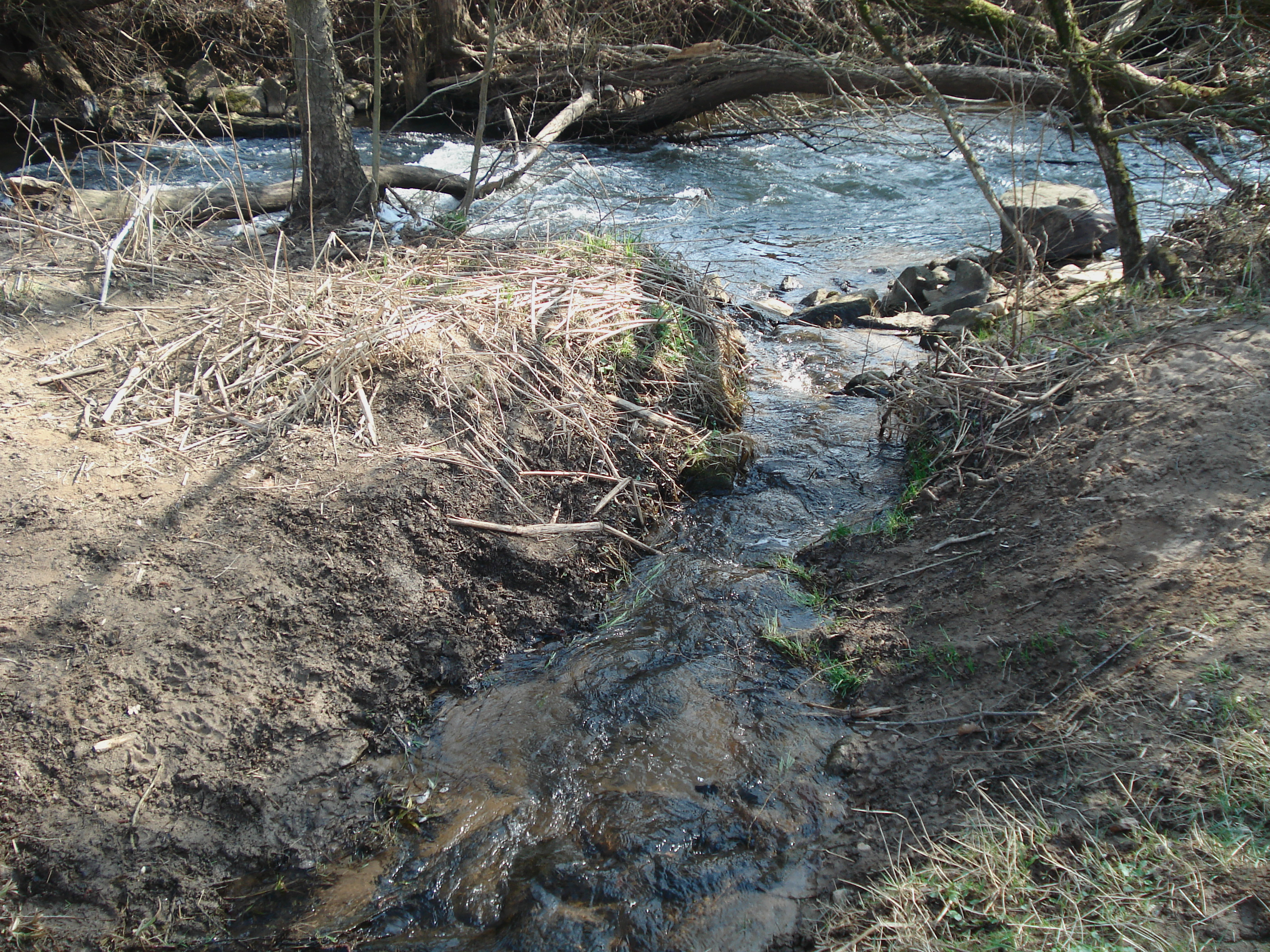
Die Streu mündet in die Kahl